# Burg Wessenberg
Burg Wessenberg ist eine abgegangene Burg im Kanton Aargau. Sie lag auf dem Wessenberg zwischen Hottwil und Mandach und war Stammsitz der Wessenberger.

## Geschichte
Die Burg Wessenberg wurde vermutlich am Ende des 12. Jahrhunderts auf dem nördlichen Ende des Wessenbergs, auf dem Gemeindebann von Mandach erbaut. Noch bis Mitte des 14. Jahrhunderts war sie bewohnt. Es wird teilweise vermutet, dass der Zerfall mit dem Erdbeben von Basel 1356 in Zusammenhang steht.
Im Jahre 1373 bestätigte Herzog Leopold von Österreich Hans und Pantaleon von Wessenberg die Rechte zu ihrer Feste Wessenberg in Etzwil und Mandach haben, nämlich Zwing und Bann, grosses und kleines Gericht, Steuern und Dienste mit allen Freiheiten und Rechten.
Bis Mitte des 15. Jahrhunderts zerfiel die Burg und die Steine wurden in den umliegenden Dörfern zum Hausbau verwendet. Heute sind nur noch Teile des Grundsrisses zu erkennen. Die Twingmarch der Herrschaft Wessenberg ist bis ins Jahre 1600 überliefert.